# 衣笠村
衣笠村（きぬかさむら）は、神奈川県三浦郡に存在した村。

## 概要
神奈川県三浦郡中部の村。現在の神奈川県横須賀市中心部の南側に隣接する。おおむね現在の横浜横須賀道路、神奈川県道27号横須賀葉山線（横須賀線に並行）に囲まれた東西に長い地域である。

## 地理
- 川 ： 平作川
- 山 ： 衣笠山、大楠山

## 歴史

### 町名の由来
衣笠城址のある山（衣笠山）の形が笠を伏せたように見えることから。

### 沿革
- 鎌倉時代 - 衣笠の地名が見られる
- 南北朝時代 - 平佐久の地名が見られる。
- 戦国時代 - 森崎郷の地名が見られる。
- 江戸時代 - 以下の4村が成立。金谷村は公郷村（後に豊島町）からの分村。忍藩は東京湾の海防を担当していた。
  - 衣笠村（幕府領→武蔵忍藩領→幕府領）
  - 小矢部村（幕府領→旗本向井氏知行→幕府領）
  - 森崎村（同上）
  - 大矢部村（幕府領→旗本有馬氏知行→幕府領）
  - 金谷村（同上）
  - 平作村（幕府領）
- 延宝年間 - 平作村から以下の2村が分村。
  - 上平作村（旗本水野氏知行→幕府領）
  - 下平作村（旗本村越氏知行→幕府領）
- 元禄年間 - 平作村の残部が池上村に改称（旗本向井氏知行→幕府領）。
- 1868年（明治元年）
  - 旧暦6月17日 - 神奈川府の管轄となる。
  - 旧暦9月21日 - 神奈川府が神奈川県に改称。
- 1875年（明治8年） - 上平作村、下平作村、池上村が合併して平作村が成立。
- 1889年（明治22年）4月1日 - 町村制の施行により、衣笠村、小矢部村、大矢部村、森崎村、金谷村、平作村おとび佐野村、不入斗村の飛地が合併して衣笠村が成立。
- 1933年（昭和8年）2月15日 - 横須賀市に編入。同日衣笠村廃止。旧大字のうち、大字金谷が金谷町、東金谷町（現坂本町）、西金谷町（同前）に、大字平作が平作町、池上町、阿部倉町に分割される。

## 交通

### 鉄道路線
存在せず。横須賀線横須賀駅 - 久里浜駅間が開業し、衣笠駅が設置されたのは1944年（昭和19年）である。

## 名所・旧跡
- 衣笠城
- 衣笠山公園

## 現在の町名
すべて横須賀市。いずれも大体の範囲。相次ぐ町名変更により、旧大字と現行の町の区域は錯綜している。
- 住居表示実施地区 ： 阿部倉、池上、池田町（一部）、大矢部一 - 五丁目、金谷、衣笠町、小矢部、根岸町（一部）、平作、森崎、山科台
- 住居表示未実施地区 ： 大矢部六丁目、衣笠栄町、公郷町（一部）、坂本町、佐野町（一部）

## 関連文献
- 「衣掛庄 森崎村」『大日本地誌大系』 第40巻新編相模国風土記稿5巻之115村里部三浦郡巻之9、雄山閣、1932年8月。NDLJP:1179240/167。